# Mikkel Borch-Jacobsen
Pour les articles homonymes, voir Borch et Jacobsen.
Mikkel Borch-Jacobsen, né en 1951 en France, est philosophe et professeur de littérature comparée à l'Université de Washington (Seattle).

## Biographie
Né en France de parents danois, il fait des études de philosophie avec Philippe Lacoue-Labarthe et Jean-Luc Nancy. Il soutient en 1981 à l'université Louis Pasteur (Strasbourg) une thèse qu'il publie sous le titre Le Sujet freudien en 1982, puis enseigne au département de psychanalyse de Université Paris VIII. Il s'installe aux États-Unis en 1986 et devient professeur de littérature comparée à l'université de Washington à Seattle.

## Critique contemporaine de la psychanalyse

### Constructivisme
Son analyse constructiviste de la coproduction des « faits » psychiques souligne notamment l'historicité des maladies dites « mentales », à l'inverse de l'anhistoricité revendiquée par la psychanalyse freudienne.

### L'hypnose dans la psychanalyse
En 1983, Borch-Jacobsen participe à une rencontre sur l'hypnose à l'hôpital Fernand-Widal en compagnie de Léon Chertok, René Girard et François Roustang, et, l'année suivante, il publie avec Éric Michaud et Jean-Luc Nancy Hypnoses aux Éditions Galilée.
Le 21 janvier 1985, il donne une conférence intitulée « L'hypnose dans la psychanalyse » à la Société de médecine Psychosomatique. Le texte de cette conférence est publié en collaboration avec Chertok en 1987, accompagné des réactions de plusieurs psychanalystes, philosophes et sociologues, notamment Georges Lapassade, Octave Mannoni et Franklin Rausky.
Dans cette conférence, Borch-Jacobsen met en évidence le fait que le transfert psychanalytique est une forme d'état altéré de conscience, comparable à celui qui était à l'œuvre dans les psychothérapies qui ont précédé historiquement la psychanalyse, du chamanisme, à l'hypnotisme de l'École de Nancy, en passant par le magnétisme animal. Il montre que « le phénomène du transfert n'est rien d'autre, de l'aveu même de Freud, que le resurgissement, au sein du dispositif analytique, de la relation (du « rapport ») caractéristique du dispositif hypnotique : dépendance, soumission ou encore… valorisation exclusive de la personne du médecin ». Il souligne par conséquent un risque important de phénomènes de suggestion de la part du psychanalyste, quand bien même le psychanalyste lui-même ne serait pas conscient de ces phénomènes.
Il y rappelle également comment Sigmund Freud, après avoir commencé par utiliser la psychothérapie hypnotique suggestive d'Hippolyte Bernheim en 1887, est passé à la méthode cathartique en 1889, n'utilisant plus l'hypnose à des fins de suggestion directe mais pour faire revivre émotionnellement les scènes traumatiques des patients, puis, après avoir mis en pratique sa méthode des « associations libres » en 1892, finit par totalement abandonner l'hypnose à partir de 1896. Cet abandon de l'hypnose par Freud est expliqué de la façon suivante par Chertok : « Par opposition à l'hypnose, Freud avait cru fonder une psychothérapie scientifique, destinée, comme telle, à devenir la psychothérapie par excellence. L'interprétation et la prise de conscience y constituaient le pivot de la cure. L'affectivité ne pouvait certes pas être éliminée de la nouvelle méthode mais elle se trouvait canalisée dans le transfert, et par là, dominée et mise au service de la connaissance. Telle était l'ambition du fondateur de la psychanalyse, en cette fin de siècle encore tout imprégnée d'esprit positiviste. »  C'est précisément cette prétention de Freud à « dominer » l'affectivité par la conscience dans la cure analytique qui est mise en question par Borch-Jacobsen.
Le spécialiste de parapsychologie Bertrand Méheust reproche à Mikkel Borch-Jacobsen d'admettre, sans trop la discuter, l'image de l'hypnose historiquement datée, léguée par la médecine institutionnelle positiviste du XIXe siècle. Il conteste en outre que l'hypnose soit un état d'absolue passivité et donc une nuit de l'esprit et que l'hypnotisé soit un être chez qui toute conscience est déconnectée, un être totalement immergé dans la vie affective ou bien un pantin qui pense et vit totalement à travers un autre. Il rappelle que, pour Puységur ou Deleuze, les phénomènes de lucidité magnétique étaient censés établir une sorte de synergie entre les fonctions supérieures de l'intelligence et l'immédiateté de l'instinct.

### Retour sur le cas Anna O.
Borch-Jacobsen consacre un ouvrage au cas d'Anna O. (Bertha Pappenheim) en 1996 sous-titré Une mystification centenaire, dans lequel, selon Claude Meyer, il « met un terme à l'un des mythes fondateurs de la psychanalyse ». C'est également l'avis d'Elizabeth Loentz, qui a elle aussi consacré un livre à la figure de Bertha Pappenheim, et de Paul Roazen qui considère cet ouvrage comme une étape majeure du travail universitaire et historiographique autour de la psychanalyse, et une pierre dans le jardin des « défenseurs de l'orthodoxie ».

### Freud wars, freud scholars
Après avoir été proche de la psychanalyse, notamment du lacanisme à l'université Paris VIII, il prend position dans les polémiques et les débats menés autour de la psychanalyse. Dans un compte rendu de Folies à plusieurs. De l'hystérie à la dépression, Pierre-Henri Castel présente Mikkel Borch-Jacobsen comme « un des polémistes les plus en vue des Freud Wars ». Ses travaux sont critiqués par des psychanalystes comme René Major.

#### Le Livre noir de la psychanalyse
En 2005, il co-dirige la publication  du Livre noir de la psychanalyse qui a un grand retentissement et fait l'objet de nombreux commentaires.
Selon les auteurs de l'ouvrage Pourquoi tant de haine ?: Anatomie du Livre noir de la psychanalyse, ses travaux seraient un avatar de la lutte entre Sigmund Freud et Carl-Gustav Jung.

## Publications
- Le Sujet freudien, Flammarion, 1982  (ISBN 2-08-212514-9), réédité en 1992 avec une préface de François Roustang dans la version anglaise.
- Avec Éric Michaud et Jean-Luc Nancy, Hypnoses, Galilée, 1984.
- Avec Léon Chertok, Hypnose et psychanalyse, Dunod, 1987.
- Lacan, le maître absolu, Flammarion, 1990, réédition, 1995  (ISBN 2-08-081318-8) ; Stanford University Press, 1991.
- Le lien affectif, Aubier Montaigne, 1992.
- Souvenirs d'Anna O.: une mystification centenaire, 1996.
- Folies à plusieurs : de l'hystérie à la dépression, Les Empêcheurs de penser en rond, 2002.
- Avec Bernard Granger, débats avec Georges Fischman, Constructivisme et psychanalyse, Le Cavalier Bleu, 2005.
- (Chapitre)[Lequel ?] dans Catherine Meyer (dir.), Le Livre noir de la psychanalyse, Les Arènes, 2005.
- Avec Sonu Shamdasani, Le dossier Freud. Enquête sur l'histoire de la psychanalyse, Les Empêcheurs de penser en rond, 2006.
- Les Patients de Freud : destins, Editions Sciences Humaines, 2011.
- La fabrique des folies - De la psychanalyse au psychopharmaketing, Auxerre : Sciences Humaines Editions, 2013, 358p.
- Big pharma : une industrie toute puissante qui joue avec notre santé, Les arènes, septembre 2013.
- Sigmund Freud, L'hypnose, Textes 1886/1893, Introduction et présentation de Mikkel Borsch-Jacobsen, Editions de l'Iconoclaste, Paris, 2015,
- Apprendre à philosopher avec Freud, Éditions Ellipses, Coll. Apprendre à philosopher, 2018, 256 pages

## Distinctions
- En 1987 il reçoit le Prix Psyché de l'Association française d'études et de recherches psychiatriques (Aferp).
- En 1997, il reçoit le Gradiva Award (Catégorie Livres) de la National Association For the advancement of Psychoanalysis.